# Vachellia bidwellii
Vachellia bidwellii là một loài thực vật có hoa trong họ Đậu. Loài này được (Benth.) Kodela mô tả khoa học đầu tiên năm 2006.